# Вапельфельд
Вапельфельд (нем. Wapelfeld) — община в Германии, в земле Шлезвиг-Гольштейн. 
Входит в состав района Рендсбург-Экернфёрде. Подчиняется управлению Хоэнвештедт-Ланд. Население составляет 328 человек (на 31 декабря 2010 года). Занимает площадь 8,11 км².